# Buenaventura
För andra betydelser, se Buenaventura (olika betydelser).
Buenaventura är en kommun och stad i Colombia.  Den ligger i departementet Valle del Cauca, i den västra delen av landet, 300 km väster om huvudstaden Bogotá. Antalet invånare i kommunen är 328 794.
Buenaventura är landets största och viktigaste hamnstad längs kusten mot Stilla havet. Centralorten hade 313 643 invånare år 2008. Buenaventura grundades år 1545.
Staden drabbades 1931 av en svår brand.